# More Songs About Buildings and Food
Az 1978-as More Songs About Buildings and Food a Talking Heads második nagylemeze. Első albumuknál nagyobb sikert ért el, megalapozta az együttes kritikusi elismerését. Az album a 29. helyig jutott a Billboard Pop Albums listáján, a brit albumlistán a 21. helyig, míg a Take Me to the River kislemez a 26. helyet szerezte meg a Billboard Pop Singles listán.
2003-ban 382. lett a Rolling Stone magazin Minden idők 500 legjobb albuma listáján, 2020-ban pedig 264. Három évvel később a Pitchfork Media az 1970-es évek 45. legjobb albumának nevezte. Szerepel továbbá az 1001 lemez, amit hallanod kell, mielőtt meghalsz című könyvben.

## Az album dalai
| 1. | Thank You for Sending Me an Angel   | David Byrne | 2:11 |
| 2. | With Our Love                       | Byrne       | 3:30 |
| 3. | The Good Thing                      | Byrne       | 3:03 |
| 4. | Warning Sign                        | Byrne       | 3:55 |
| 5. | The Girls Want to Be With the Girls | Byrne       | 2:37 |
| 6. | Found a Job                         | Byrne       | 5:00 |

| 1. | Artists Only         | Byrne, Wayne Zieve      | 3:34 |
| 2. | I'm Not in Love      | Byrne                   | 4:33 |
| 3. | Stay Hungry          | Byrne, Chris Frantz     | 2:39 |
| 4. | Take Me to the River | Al Green, Teenie Hodges | 5:00 |
| 5. | The Big Country      | Byrne                   | 5:30 |

## Közreműködők
- David Byrne – ének, gitár, szintetizált ütőhangszerek
- Chris Frantz – dob, ütőhangszerek
- Jerry Harrison – zongora, orgona, szintetizátor, gitár, háttérvokál
- Tina Weymouth – basszusgitár, háttérvokál

### További zenészek
- Brian Eno – szintetizátor, zongora, gitár, ütőhangszerek, ének a háttérben
- Tina & the Typing Pool – háttérvokál a The Good Thing-en

## Fordítás
Ez a szócikk részben vagy egészben a More Songs About Buildings and Food című angol Wikipédia-szócikk ezen változatának fordításán alapul.  Az eredeti cikk szerkesztőit annak laptörténete sorolja fel. Ez a jelzés csupán a megfogalmazás eredetét és a szerzői jogokat jelzi, nem szolgál a cikkben szereplő információk forrásmegjelöléseként.